# Mark Bunker
Pour les articles homonymes, voir Bunker.
Mark Bunker est un producteur de télévision et ancien animateur de radio américain, né en 1956 à Oshkosh, Wisconsin, États-Unis, notamment connu en tant que militant anti-Scientologie, surnommé dans ce contexte WBM (Wise Beard Man). Il a remporté un Emmy Award en 2006.